# Фарбований шакал
«Фарбований шакал» — це індійська народна казка, яка входить до збірки «Панчатантра» (тантра 1 «Втрата дружби» Mitra-bheda, оповідка десята) і є повчальною історією, де головним героєм виступає антропоморфізований шакал Чандарава.

## Композиція
Оскільки казка «Фарбований шакал» вважається лише частиною індійського збірника, де присутні й інші твори з циклу, її потрібно розглядати з погляду побудови композиції «оповідання в оповіданні» або «матрьошки»:
- літній брамін Вішнушарму (Viuśarman) навчає принципам управління трьох князів Амарасакті
  - безробітний міністр шакал Даманака розповідає королю леву Пінгалака повчальні байки про тварин (5 розділів)
    - розділ перший «Втрата дружби» (22 оповідань)
      - оповідання 1-9
      - оповідання 10 («Фарбований шакал»)
      - оповідання 11-22

    - розділ другий «Придбання друзів» (6 оповідань)
    - розділ третій «Про війну ворон і сов» (13 оповідань)
    - розділ четвертий «Втрата набутого» (17 оповідань)
    - розділ п'ятий «Несподівані діяння» (14 оповідань)

Також структура кожної казки збірки (включно з «Фарбований шакал») ділиться на дві смислові частини: безпосередньо сама історія про тварин та бесіда міністра зі левом, яка завжди подається у вигляді моралі та цитат епіграматичних віршів. Десяте оповідання теж закінчується діалогом шакала Даманакі та вола Санджівакі (мудрого вчителя правителя), який плавно підводить читача до наступної казки.

## Сюжет
У далекому лісі жив шакал Чандарава. Якось, знемагаючи від голоду, звір відправився до найближчого міста, щоб чимось поживитися. Але його помітили міські собаки, підняли ґвалт та погналися за непроханим гостем. Ледве живий шакал вирішив сховатися в будинку красильника i заліз у чан з синьою фарбою. Його хутро окрасилося так, що пси не впізнали злодія й порозбігалися, а сам Чандарава подався знову у ліс.
Інші тварини, побачивши дивну істоту з «синьою, як у Шіви, шиєю», злякалися i почали тікати. Помітивши цей переполох, шакал збагнув, що ситуацію можна використати на свою користь. Тому він заявив, що був створений самим Брахманом і помазаний на царство, тому оголошує себе «раджею Какудрума над усіма ними». Після цього виступу усі тварини одразу признали його своїм новим володарем.
Чандарава призначив лева головним радником, тигра постільним, пантеру охоронцем скриньки, а вовка вартовим. А ось інших шакалів він навіть відмовився признавати та вигнав їх з лісу. В новому царстві синього звіра встановили суворі правила: усю здобич тепер приносили володарю, а він вже розподіляв її поміж підлеглих.
Раз, прибувши на чергову раду, Чандарава раптом почув, що десь удалині завиває зграя шакалів. Піддавшись своїм тваринним інстинктам, цар розчулився, вскочив та почав голосно вити їм у відповідь. Його підопічні дуже здивувалися цій поведінці, але одразу второпали, що їх обдурив якийсь фарбований шакал. Викритий Чандарава намагався втекти, але не встиг: колишні слуги роздерли його на дрібні шматочки.

## Заключний вірш
Відразу після завершення історії про «Фарбованого шакала», Даманака робить короткий висновок щодо сказаного і натякає леву Пінгалаке, що його вчитель Санджівака замислює проти правителя щось лихе. Як докази він також цитує погрози, які почув від вола ще вранці. Отак розлютивши лева, міністр вирушив поговорити з обвинуваченим, щоб також настроїти його проти царя. Шакал бреше Санджіваці, що лев надумав убити свого підопічного і згодувати його іншим звірам. Приховану ворожість він пояснював тим, що «пройдисвіт Санджівака травоїдний, а ми всі м'ясоїдні, і тому ворожнеча між нами цілком природна».
Віл піддався розповіді лицемірного міністра і почав шкодувати, що завів дружбу з правителем. Далі Даманака пропонує їм поговорити і знайти компроміс, але цей варіант літній вчитель теж відкидає, стверджуючи, що «нікчемні лиходії правдою нехтують», бо звикли жити серед підступу та обману, та пропонує Даманаку послухати цікаву історію про це. Після цього починається наступне (одинадцяте) оповідання.

## Схожі історії
Характерною особливістю усієї збірки «Панчатантра» є той факт, що фольклорні джерела протягом тривалого часу пройшли певну літературну обробку, дещо змінилися, а також поєдналися між собою. Тому в «Фарбованому шакалі» панує синтез різних (казкових і реальних) елементів: поряд із вигаданими персонажами (богами) там діють цілком звичайні герої (тварини, нехай і антропоморфні).
Наприклад, збірка Івана Франка «Коли ще звірі говорили» (1903) написана під безпосереднім впливом цих мандрівних сюжетів, незважаючи на те, що «оригінал твору давно втратився», а до нас дійшли тільки пізні й дуже змінені його редакції або переклади. Твір «Фарбований лис» (цикл про лиса Микиту) — це якраз літературно оброблена письменником індійська казка. Якщо порівнювати його з сюжетом «Фарбованого шакалу», можна виділити такі спільні риси та відмінності:
| Шакал Чандарава                                             | Лис Микита                                                            |
| зголоднів                                                   | хвалився, що поцупить на базарі курку                                 |
| вирушив у місто, де на нього напали собаки                  |                                                                       |
| забрався в будинок маляра і сховався у чані з синьою фарбою |                                                                       |
| Брахман наділив його владою і дав титул раджа Какудруму     | виліплений Святим Миколаєм із небесної глини і помазаний на царювання |
| роздав найсильнішим звірам у лісі керівні посади            |                                                                       |
| лев, тигр, пантера та вовк                                  | лис, ведмідь, вовк, кабан, олень, мавпа Фрузя, пташки                 |
| цурався родичів шакалів                                     |                                                                       |
| випадково викрив себе виттям на зграю шакалів               | завив під час виступу лисичок на святі на честь року його правління   |
| підопічні роздерли його на дрібні шматочки                  |                                                                       |

Але основна мораль історії все одно зберігається: засудження обману, хитрості, користолюбства, властолюбства, а також висміювання боягузтва, пихатості та зарозумілості людей, схожих на шакала. Казка «Фарбований шакал» навчає ніколи не обманювати, бо все таємне і приховане завжди з'ясовується, не довіряти першому враженню та не вихвалятися без причини.